# Erlen-Pfeileule
Die Erlen-Pfeileule (Acronicta cuspis), auch Erlengehölz-Rindeneule, Moorheiden-Pfeileule oder Heiden-Pfeileule ist ein Schmetterling (Nachtfalter) aus der Familie der Eulenfalter (Noctuidae).

## Merkmale
Die Falter haben eine Flügelspannweite von 37 bis 45 Millimetern. Die Vorderflügel sind in der Grundfarbe grau, blaugrau oder schwarzgrau. Wurzelstrich und tornaler Strich sind deutlich entwickelt, auch die innere und äußere Querlinie sind deutlich gezeichnet. Dagegen ist der Mittelschatten meist nur am Vorder- und Hinterrand gut zu sehen. Die Saumlinie ist praktisch nicht entwickelt. Ring- und Nierenmakel sind deutlich zu sehen, vor allem auf den kurzen schwarzen Strich zu, der zwischen den beiden Makeln liegt. Die Fransen weisen schmale zwischen den Flügeladern liegende Striche auf. Die Hinterflügel sind bei Männchen und Weibchen grau; sie werden zu den Termen hin dunkler. Die Mittellinie und der Diskalfleck sind undeutlich; dagegen ist die Saumlinie schwarz gezeichnet. Die Fransen sind hellgrau mit interneuralen Strichen. Die Unterseite der Flügel ist grau, wobei die Vorderflügel meist etwas dunkler gehalten sind. Auf den Unterseiten von Vorder- und Hinterflügel ist jeweils der Diskalfleck und die Medianlinie deutlich zu sehen. Kopf und Thorax sind grau gefärbt.
Die Falter sind nur aufgrund der äußeren Morphologie nicht sicher von Pfeileule (Acronicta psi) sowie der Dreizack-Pfeileule (Acronicta tridens) zu unterscheiden.
Die Raupen haben eine schwarze Grundfärbung, eine dünne, kurze Behaarung und besitzen einen breiten weißgelben Rücken- sowie weißgrauen Seitenstreifen und seitliche rote Querstriche. Auf  dem vierten  Segment befindet sich ein langes, braunes Haarbüschel, auf dem elften Segment eine kegelförmige, schwarze Erhöhung.
Die schlanke Puppe ist schwarzbraun gefärbt mit einem stumpfen Kremaster, der kreisförmig mit kurzen, dornartigen Borsten besetzt ist.

### Ähnliche Arten
Die Falter der Erlen-Pfeileule (Acronicta cuspis), der Pfeileule (Acronicta psi) sowie die Falter der Dreizack-Pfeileule (Acronicta tridens) sind sich sehr ähnlich. Als Unterscheidungsmerkmale werden angeführt:
- Die Falter von A. cuspis und A. tridens sind im Durchschnitt etwas größer, allerdings ist der absolute Größenbereich fast gleich.
- Die Farbnuancen der Grundfarbe differieren geringfügig, A. cuspis hat oft einen Stich ins bläuliche. Der Wurzelstrich und der tornale Strich sind sehr deutlich entwickelt. Die Hinterflügel des Männchens sind dunkelgrau mit relativ deutlicher Mittellinie und Diskalfleck. Bei den anderen beiden Arten sind die Hinterflügel weiß, ausgenommen die Saumlinie (bei A. tridens) bzw. schwarz überstäubt entlang der Äderung bei A. psi.
- Der Vorderflügel von A. psi hat die mit Abstand variabelste Grundfarbe; diese variiert von weißgrau bis einfarbig dunkelgrau. Der Hinterflügel ist schwärzlich entlang der distalen Partien der Äderung und der Saumlinie. In sehr dunklen Formen kann der Hinterflügel von A. psi so dunkel sein wie der von A. cuspis, ist aber weniger überstäubt.
- Dagegen ist bei A. tridens der Vorderflügel weniger variabel, weniger stark gezeichnet und gewöhnlich dunkler als bei A. psi.
- A. tridens ist häufiger in mehr feuchten, moor-ähnlichen Biotopen.

Trotz der angeführten Unterscheidungsmerkmale ist eine sichere Bestimmung nur durch eine Genitaluntersuchung bei den Faltern möglich. Da sich aber die Raupen der angesprochenen drei Arten sehr deutlich unterscheiden, ist auch eine eindeutige Zuordnung mittels Zucht möglich.

## Geographische Verbreitung und Lebensraum
Die Art kommt in Europa weit verbreitet vor, allerdings ist das Verbreitungsgebiet stark fragmentiert. So sind die Populationen in Nordspanien und Südwestfrankreich sowie eine Population in der Normandie durch einen breiten Korridor von der mitteleuropäischen Population isoliert. Dieses Verbreitungsgebiet reicht von Nordost- und Ostfrankreich sowie Südostfrankreich durch Mitteleuropa bis zum Ural-Gebirge; von dort weiter über Sibirien bis zum Russischen Fernen Osten, Nordchina, Korea und Japan. Im Norden reicht das Verbreitungsgebiet bis Dänemark, Südschweden, die Südhälfte von Finnland und etwa auf Höhe des 65° Breitengrades quer durch Russland zum Ural. Im Süden reicht eine Population bis Zentralspanien, in Italien ist das Vorkommen auf Norditalien und die Nordhälfte von Sardinien begrenzt. Die Südgrenze zieht sich weiter durch den nördlichen Teil von Kroatien, Südungarn und Nordrumänien in die Ukraine (einschließlich der Halbinsel Krim). Einzelne isolierte Vorkommen sind auch südlich dieser Grenze bekannt. Isolierte Vorkommen sind auch aus Nordwestafrika beschrieben. Die Art kommt auch in Kleinasien, im Kaukasusgebiet und Zentralasien vor.
Die Tiere leben bevorzugt in Erlengehölzen, Busch- und Moorwäldern sowie Moorheiden. In den Alpen steigen sie bis auf  2000 Meter Höhe.

## Lebensweise
Die Erlen-Pfeileule bildet eine Generation pro Jahr, deren Falter regional etwas unterschiedlich von Mai bis August fliegen. Die Falter sind nachtaktiv und kommen an künstliche Lichtquellen sowie an den Köder.
Die Raupen findet man von August bis September. Sie ernähren sich von den Blättern verschiedener Erlen-Arten, aber auch von Birken (Betula), Hasel (Corylus) und Mehlbeeren (Sorbus). Sie leben einzeln oder auch gesellig auf den Nahrungspflanzen, häufig offen auf den Blattoberseiten. Die Verpuppung findet in einem mit Blättern vermischten Gespinst an der Erde oder in Stammritzen statt, wo die Puppe auch überwintert.

## Systematik
Die Art wird von Fibiger u. a. (2009) zur Untergattung Triaena Hübner, 1818 gestellt, zusammen mit Pfeileule (Acronicta psi) und der Dreizack-Pfeileule (Acronicta tridens). Es werden keine Unterarten aufgeführt.

## Gefährdung
Die Art kommt in Deutschland in unterschiedlicher Häufigkeit vor und wird auf der Roten Liste gefährdeter Arten in Kategorie 3 (gefährdet) geführt. Allerdings ist die Situation in den einzelnen deutschen Bundesländern sehr unterschiedlich. In Thüringen ist sie bereits ausgestorben, In Niedersachsen, Nordrhein-Westfalen, dem Saarland und Sachsen ist die Art vom Aussterben bedroht (Kategorie 1), in Brandenburg, Hamburg, Rheinland-Pfalz und Sachsen-Anhalt ist sie stark gefährdet (Kategorie 2). Lediglich in Bayern, Baden-Württemberg und Mecklenburg-Vorpommern wird sie „nur“ in Kategorie 3 (gefährdet) geführt.

## Bilder

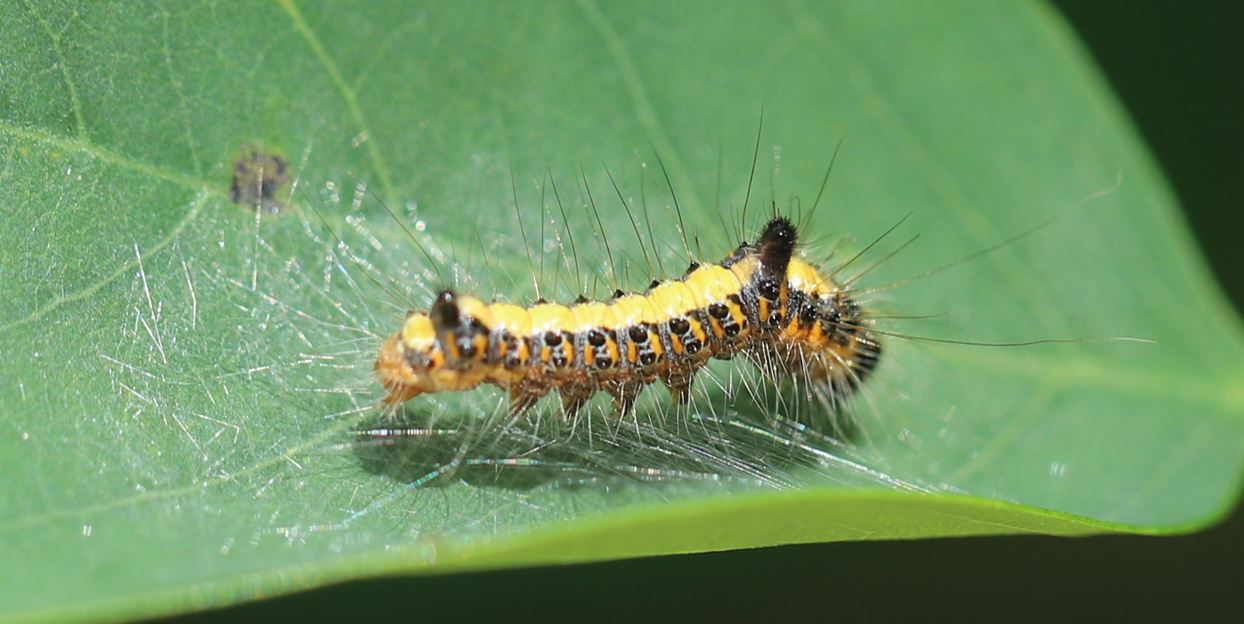
Raupe
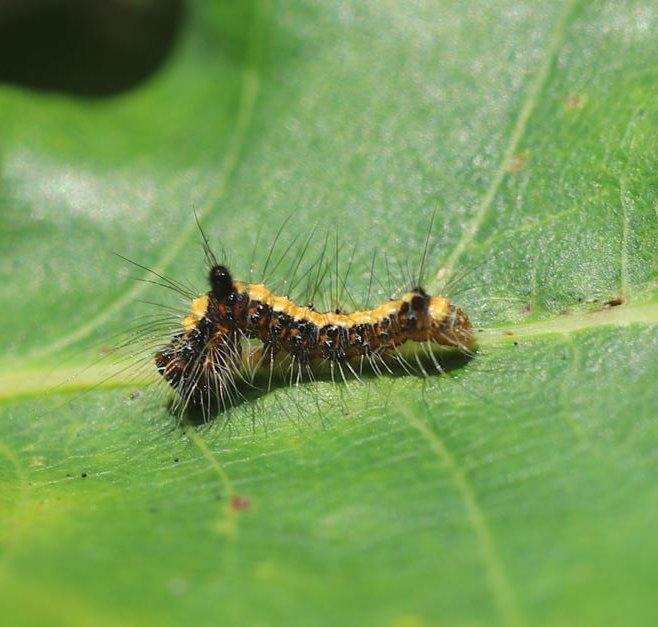
Raupe
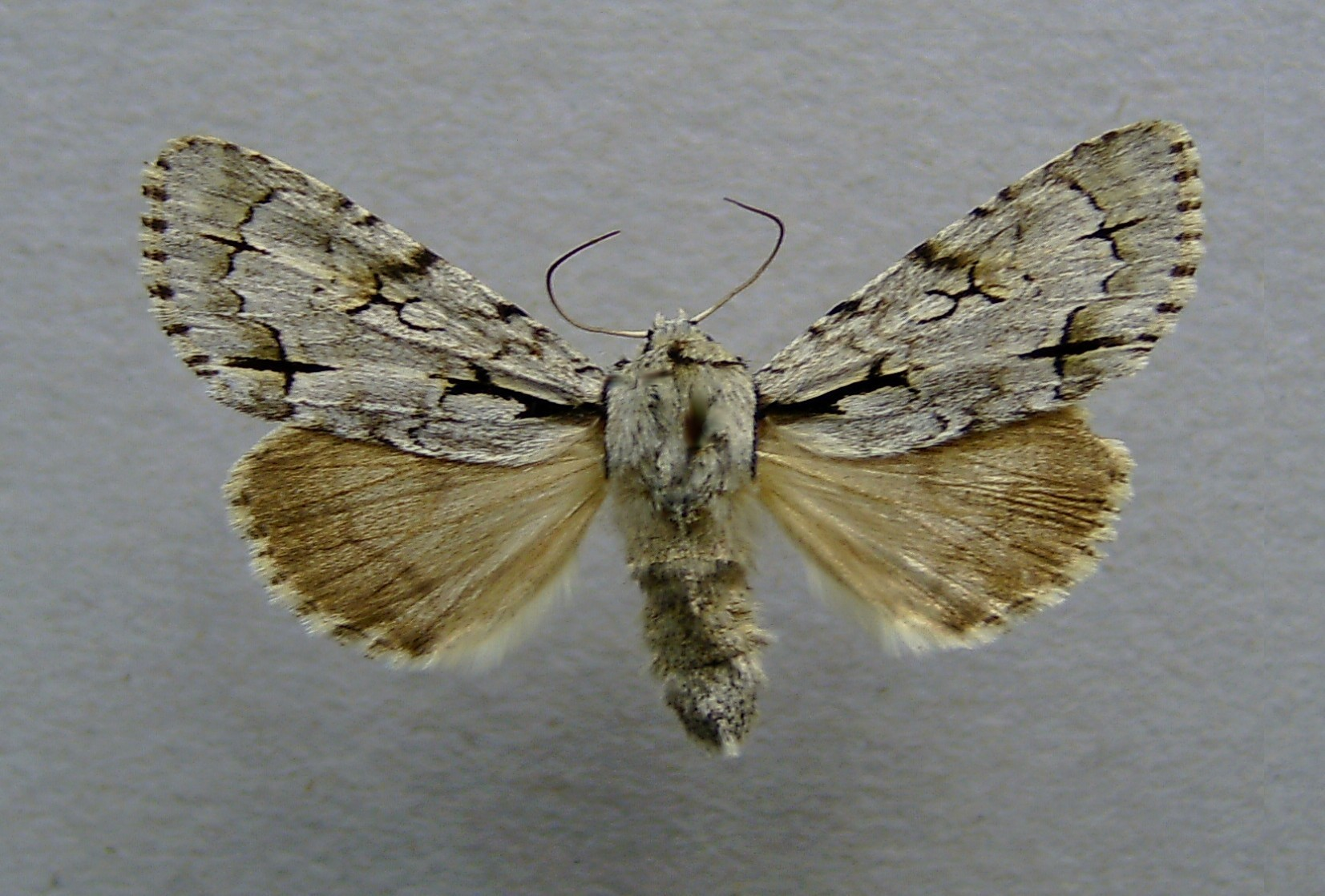
Präparat einer Erlen-Pfeileule